# 小行星10808
小行星10808（10808 Digerrojr）是一颗绕太阳运转的小行星，为主小行星带小行星。该小行星于1993年3月17日发现。

## 轨道参数
小行星10808的轨道半长轴为3.0575398 UA，离心率为0.047。